# يان خان
يان خان (1 يوليو 1976 في كندا - ) هو لاعب كريكت كندي. شارك مع منتخب كندا الوطني للكريكت.

## وصلات خارجية
- يان خان على موقع إي آس بي آن كريك إنفو (الإنجليزية)